# Narda Henríquez
Narda Zoila Henríquez Ayín (Lima, 25 de febrero de 1944) es una socióloga, catedrática, investigadora, consultora, intelectual y activista feminista peruana, conocida por ser una de las pioneras del feminismo peruano, de los estudios de género y de los estudios de movimientos sociales en el Perú.     
Desde 1974 se desempeñó como docente de la Pontificia Universidad Católica del Perú (PUCP) y el 2020 fue nombrada profesora emérita por la misma universidad. Además ha sido cofundadora del Diploma de Estudios de Género de la PUCP (1991) -primer programa de estudios de género en el país- , y que actualmente es la Maestría en Estudios de Género de la PUCP, también ha sido Directora de la Maestría y Doctorado en Sociología de la Pontificia Universidad Católica del Perú (PUCP).   
Es Past Decana del Colegio Nacional de Sociólogos del Perú, se desempeñó como investigadora de la Comisión de la Verdad y Reconciliación y ha sido cofundadora de la institución feminista, Centro de la Mujer Peruana Flora Tristán y perteneció al núcleo fundador del grupo Mujeres por la Democracia (MUDE). Actualmente se desempeña como coordinadora del Grupo Interdisciplinario de Investigación en Conflictos y Desigualdades Sociales (GICO),  grupo afiliado al CISEPA (Centro de Investigaciones Sociológicas, Económicas, Políticas y Antropológicas de la PUCP).     

## Formación académica e intelectual
Narda Henríquez ingresó a la Universidad Nacional Mayor de San Marcos en 1961 para estudiar Derecho, pero, es en 1964 en el Queens College de la ciudad de Charlotte, Carolina del Norte (Estados Unidos), donde nace su interés por la Sociología, al estudiar cursos como Sociología de las minorías y Psicología social. Esta experiencia acumulada en sus primeros años de formación en Estados Unidos, junto con la experiencia vivida como estudiante de intercambio en plena ola de reivindicaciones y manifestaciones de los años 60 por los derechos civiles de los afroamericanos, son las que finalmente motivan que a su regreso a Lima, Perú, continúe con estudios de pregrado en Sociología, carrera de la cual se licencia en 1977. 
"Yo creo que en general el interés político y académico que me vincula a las Ciencias Sociales tiene que ver con una exigencia de mirar que pasa en mi país [...]. Entonces las Ciencias Sociales a mi me da esa perspectiva, porque yo inicialmente cuando era muy joven no conocía de la Sociología y quería estudiar Derecho, que para mí era una vía para ver los problemas que había en relación a cuestiones de injusticia, pero cuando entendí que había algo que se llamaba Ciencias Sociales o Sociología en concreto, me interesé por la Sociología. Y a lo largo de mis estudios universitarios y a lo largo de mi vida personal creo que se fue afirmando una inquietud que me parece era generacional" 
Realizó estudios de Maestría en Demografía en la London School of Economics, Londres y estudió el doctorado en Sociología por la École des hautes études en sciences sociales - EHESS en París, Francia.   

## Trayectoria feminista y Militancia política

### Inicio de estudios sobre la mujer y surgimiento de las primeras organizaciones feministas en el Perú
Narda Henríquez pertenece a la generación de mujeres de los años 60s y 70s, que va a formar parte, de lo que ella denomina, la primera etapa de profesionalización masiva de las mujeres, la idea de realizar una carrera universitaria y convertirse en profesional se ve acentuada en las mujeres de clases medias y de zonas urbanas de la época. Si bien antes había mujeres profesionales e intelectuales, estas eran excepcionalidades, en cambio su generación ya era parte de las mujeres que ingresaban masivamente a espacios de educación superior. Esta época va a coincidir también con la formación -sobre todo a nivel urbano- de los primeros núcleos del feminismo peruano.       
La trayectoria del trabajo de Narda Henríquez con las mujeres se podría dividir en tres etapas:       
La primera cuando a fines de los años 60 e inicios de los 70s forma parte de los primeros círculos de estudio sobre la mujer, es ahí donde va a conocer a otras personalidades feministas como Rosa Dominga Traspasso, Hilda Araujo, Violeta Sara-Lafosse, entre otras. Este grupo va a formarse como fruto del impulso e interés de esta generación de mujeres por comprender su situación y condición como mujeres, convirtiéndose en uno de los primeros espacios de encuentro académico, donde se problematiza la situación de la mujer en el Perú y donde a partir de la autorreflexión y análisis se va a producir un aprendizaje colectivo y toma de conciencia sobre su posición como mujeres, creándose así el primer círculo de encuentro de mujeres profesionales y de clase media interesadas en el estudio de la mujer.
A raíz de estos grupos de reflexión de mujeres que se conforman en los años 70s es que empiezan a generarse organizaciones e instituciones feministas como ALIMUPER (Acción para la Liberación de la Mujer Peruana) en1973, el Grupo Promoción de la Mujer, Mujeres en Lucha, Frente Socialista de Mujeres, Manuela Ramos (1978) y en este grupo se encuentra la institución feminista Centro de la Mujer Peruana Flora Tristán que nace en 1979. Estos procesos de las mujeres de clases medias junto a la formación de organizaciones de pueblos jóvenes en juntas vecinales en el cual había un liderazgo pronunciado de mujeres y la ola de organizaciones populares de mujeres como el Vaso de Leche, Comedores Populares y Clubes de Madres de los años 80, serían parte de la consolidación del movimiento de mujeres en el Perú.

### Compromiso político y trabajo desde la izquierda
Es de esta manera que la segunda etapa del trabajo de Narda Henríquez, va a estar marcada tanto por su labor en la construcción colectiva de la institución feminista Centro de la Mujer Peruana Flora Tristán y su militancia política en el Frente de Izquierda Unida. Narda Henríquez se encontraba muy comprometida con el trabajo político de la época. Consideraba importante que este trabajo colectivo feminista no solo se quedara en el grupo de mujeres, sino que también se extendiera al trabajo político. Por ellos decide formar parte de un frente político en el desarrollaría los temas de descentralización y de mujeres en el Plan de Gobierno de Izquierda Unida en los 80, abocándose a construir una propuesta política desde una trinchera política para las mujeres.   

### Institucionalización de los estudios de género en la academia peruana
Y por último, su tercera etapa se va a centrar en el desarrollo pionero de los estudios de género en el Perú, con la constitución del Diploma de Estudios de Género de la PUCP (DEG) en 1991 en la Pontificia Universidad Católica del Perú (PUCP), que actualmente lleva por nombre Maestría en Estudios de Género - PUCP. Para la creación del primer programa de estudios de género en el país, se trabajó colectivamente con un equipo multidisciplinario de investigadoras juniors y seniors, con un núcleo principal conformado por sociólogas y antropólogas y donde además se convocó a 40 profesores universitarios de distintas facultades y especialidades quienes trabajaron durante 8 meses preparando el programa académico.

## Premios y reconocimientos
- Premio al Legado y la Trayectoria 2018 de la Sección Perú de la Asociación de Estudios Lationamericanos (LASA)
- Premio a la Responsabilidad Social Universitaria Docente, Perú (2011)
- Premio de Reconocimiento a la Investigación, Perú (2013)
- Premio de Reconocimiento a la Investigación, Perú (2014)
- Premio de Reconocimiento a la Investigación, Perú (2016)

## Publicaciones
- «Lista de publicaciones de Narda Henríquez».